# Lewiston (Califórnia)
Lewiston é uma região censitária dos Estados Unidos, localizada no condado de Trinity (Califórnia).

## Demografia
Segundo o censo americano de 2000, a sua população era de 1305 habitantes.

## Geografia
De acordo com o United States Census Bureau tem uma área de 89,6 km², dos quais 89,6 km² cobertos por terra e 0,0 km² cobertos por água. Lewiston localiza-se a aproximadamente 553 m acima do nível do mar.

## Localidades na vizinhança
O diagrama seguinte representa as localidades num raio de 40 km ao redor de Lewiston.